# Диери (народ)
Диери — протоэтническая группа австралийских аборигенов, обитавшая в центральной части Австралийского континента. Говорили на языке группы карна пама-ньюнганской языковой семьи, ныне вымершем. Основные традиционные хозяйственные занятия — собирательство и охота. В настоящее время широко развиты художественные промыслы. Для традиционных форм социально-политической организации было характерно сочетание локальных групп с объединениями культового характера (тотемические группы) и экстерриториальными экзогамными объединениями (матрилинейные фратрии, брачные классы). В XIX веке в правление Ялины-Пирамураны шло сложение протовождества. Этнографически описано выраженное неравенство возрастных групп и полов (подчёркнутое доминирование над женщинами со стороны мужчин). Для религиозной жизни были характерны почитание Великой Матери и озера Киллалпанинна, а также обряды миндари, посвящённые мифической птице эму.